# Medetera flinflon
Medetera flinflon är en tvåvingeart som beskrevs av Daniel J. Bickel 1985. Medetera flinflon ingår i släktet Medetera och familjen styltflugor.
Artens utbredningsområde är Manitoba. Inga underarter finns listade i Catalogue of Life.